# Быдыпи
Быдыпи́ (удм. Бодыпи) — деревня в Балезинском районе Удмуртии. Входит в состав Кожильского сельского поселения.

## География
Деревня расположена на северо-востоке республики на расстоянии примерно в 6 километрах по прямой к югу от районного центра Балезино.
Часовой пояс
Как и вся Удмуртия, находится в часовой зоне МСК+1. Смещение применяемого времени относительно UTC составляет +4:00.

## Население
| 2010 | 2012 | 2014 |
| ---- | ---- | ---- |
| 320  | →320 | ↗355 |

Национальный состав
Согласно результатам переписи 2002 года, в национальной структуре населения удмурты составляли 94 % из 337 чел..